# Bibéa
Bibéa est une localité du Cameroun, située dans l'arrondissement (commune) de Bibey, le département de la Haute-Sanaga et la région du Centre.

## Population
En 1963, Bibéa comptait 205 habitants, principalement des Bamvele. Lors du recensement de 2005, on a dénombré 273 personnes.